# Rubus killipii
Rubus killipii är en rosväxtart som beskrevs av Alwin Berger. Rubus killipii ingår i släktet rubusar, och familjen rosväxter. Inga underarter finns listade i Catalogue of Life.